# Fred Wolf (sceneggiatore)
Frederick Wolf, detto Fred (New York, 7 novembre 1964), è uno sceneggiatore e regista statunitense.

## Filmografia

### Sceneggiatore
- The Pat Sajak Show (1989-1990, 5 episodi)
- The Chevy Chase Show (1993, 14 episodi)
- La pecora nera (Black Sheep) (1996)
- Saturday Night Live (1991-1997, 100 episodi)
- Saturday Night Live: The Best of Chris Farley (1998)
- Dirty Work - Agenzia lavori sporchi (Dirty Work), regia di Bob Saget (1998)
- The Bad Boys of Saturday Night Live (1998)
- Joe Dirt (2001)
- Dickie Roberts - Ex piccola star (Dickie Roberts: Former Child Star) (2003)
- Senza pagaia (Without a Paddle) (2004)
- Saturday Night Live in the '90s: Pop Culture Nation (2007)
- Strange Wilderness (2008)
- Un weekend da bamboccioni (Grown Ups) (2010)
- Un weekend da bamboccioni 2 (Grown Ups 2), regia di Dennis Dugan (2013)
- Ubriachi d'amore (Drunk Parents) (2019)

### Regista
- La coniglietta di casa (The House Bunny) (2008)
- Strange Wilderness (2008)
- Joe Dirt 2 - Sfigati si nasce (Joe Dirt 2: Beautiful Loser) (2015)
- Ubriachi d'amore (Drunk Parents) (2019)